# 国境の町 (映画)
『国境の町』（こっきょうのまち、原題: Окраина）は、1933年のソビエト連邦（ウクライナ）の映画。

## キャスト
- エレーナ・クジミナ
- セルゲイ・コマロフ
- ハンス・クレーリング
- アレクサンドル・チスチャコフ